# Aisserpan
Isserpent és un municipi francès, situat al departament de l'Alier i a la regió d'Alvèrnia-Roine-Alps. L'any 2007 tenia 494 habitants.

## Demografia

### Població
El 2007 la població de fet d'Isserpent era de 494 persones. Hi havia 192 famílies de les quals 56 eren unipersonals (36 homes vivint sols i 20 dones vivint soles), 76 parelles sense fills, 56 parelles amb fills i 4 famílies monoparentals amb fills.
La població ha evolucionat segons el següent gràfic:
Habitants censats

### Habitatges
El 2007 hi havia 288 habitatges, 211 eren l'habitatge principal de la família, 43 eren segones residències i 34 estaven desocupats. 276 eren cases i 2 eren apartaments. Dels 211 habitatges principals, 168 estaven ocupats pels seus propietaris, 32 estaven llogats i ocupats pels llogaters i 11 estaven cedits a títol gratuït; 1 tenia una cambra, 3 en tenien dues, 35 en tenien tres, 71 en tenien quatre i 101 en tenien cinc o més. 155 habitatges disposaven pel capbaix d'una plaça de pàrquing. A 112 habitatges hi havia un automòbil i a 78 n'hi havia dos o més.

### Piràmide de població
La piràmide de població per edats i sexe el 2009 era:
| Homes | Edats   | Dones |
| ----- | ------- | ----- |
| 0     | 95 o +  | 0     |
| 0     | 90 a 94 | 0     |
| 8     | 85 a 89 | 4     |
| 0     | 80 a 84 | 0     |
| 20    | 75 a 79 | 24    |
| 16    | 70 a 74 | 16    |
| 24    | 65 a 69 | 40    |
| 12    | 60 a 64 | 16    |
| 8     | 55 a 59 | 8     |
| 12    | 50 a 54 | 12    |
| 8     | 45 a 49 | 4     |
| 20    | 40 a 44 | 16    |
| 16    | 35 a 39 | 28    |
| 8     | 30 a 34 | 12    |
| 16    | 25 a 29 | 12    |
| 8     | 20 a 24 | 8     |
| 12    | 15 a 19 | 12    |
| 12    | 10 a 14 | 32    |
| 12    | 5 a 9   | 12    |
| 0     | 0 a 4   | 12    |

## Economia
El 2007 la població en edat de treballar era de 290 persones, 224 eren actives i 66 eren inactives. De les 224 persones actives 206 estaven ocupades (117 homes i 89 dones) i 18 estaven aturades (9 homes i 9 dones). De les 66 persones inactives 23 estaven jubilades, 17 estaven estudiant i 26 estaven classificades com a «altres inactius».

### Ingressos
El 2009 a Isserpent hi havia 210 unitats fiscals que integraven 498 persones, la mediana anual d'ingressos fiscals per persona era de 13.191,5 €.

### Activitats econòmiques
Dels 22 establiments que hi havia el 2007, 1 era d'una empresa alimentària, 1 d'una empresa de fabricació d'altres productes industrials, 4 d'empreses de construcció, 8 d'empreses de comerç i reparació d'automòbils, 3 d'empreses de transport, 3 d'empreses d'hostatgeria i restauració, 1 d'una empresa immobiliària i 1 d'una empresa de serveis.
Dels 8 establiments de servei als particulars que hi havia el 2009, 1 era una oficina de correu, 3 tallers de reparació d'automòbils i de material agrícola, 1 fusteria, 1 lampisteria i 2 restaurants.
Dels 2 establiments comercials que hi havia el 2009, 1 era una botiga de menys de 120 m² i 1 una carnisseria.
L'any 2000 a Isserpent hi havia 37 explotacions agrícoles que ocupaven un total de 2.002 hectàrees.

## Equipaments sanitaris i escolars
L'únic equipament sanitari que hi havia el 2009 era una farmàcia.
El 2009 hi havia una escola elemental integrada dins d'un grup escolar amb les comunes properes formant una escola dispersa.

## Poblacions més properes
El següent diagrama mostra les poblacions més properes.